# Flugplatz Dierdorf-Wienau

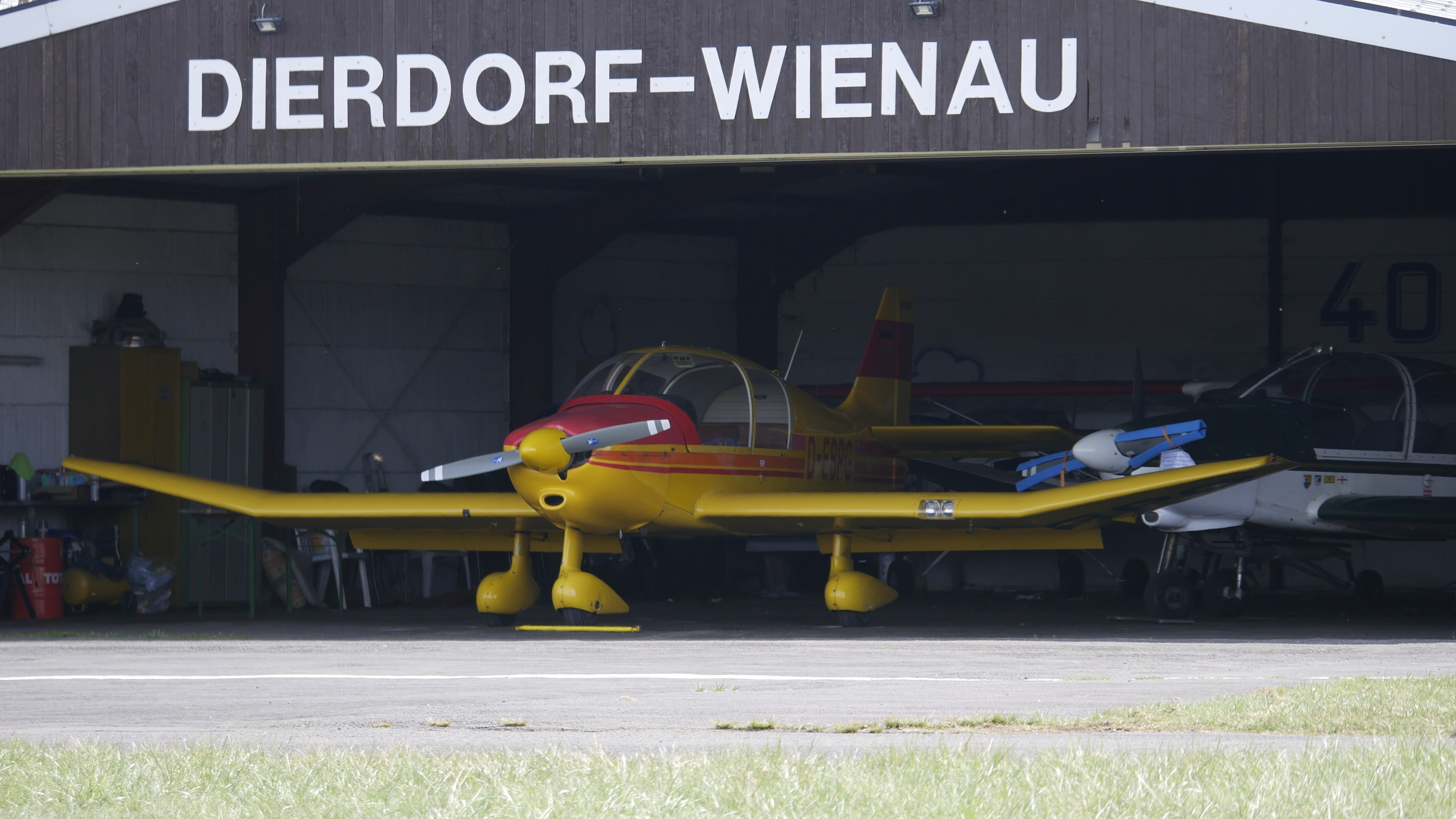
Motorflughalle

i7
i11
i13
Der Sonderlandeplatz Dierdorf-Wienau (ICAO-Code: EDRW) liegt im Westerwald zwischen Köln und Frankfurt am Main.
Der Flugplatz wird vom LSV-Neuwied e. V. zu Dierdorf-Wienau genutzt und ist für Luftfahrzeuge bis 1,5 t MTOW zugelassen. Der ansässige Flugverein betreibt 10 Flugzeuge. Darunter: Breezer B400-6, DR-400-Dauphin, Dr-400-Remorqueur, Falke SF-25C, Ka-6E, Discus-CS, Discus-2b, ASK-13, ASK-21 und ein Nimbus-4D.

## Segelflug
In Dierdorf findet bei geeignetem Wetter Segelflug statt. Segelflugzeuge werden mit der vereinseigenen Seilwinde (Windenstart) oder Motorflugzeugen (DR 400-Remorqueur, Breezer B400-6) in die Luft geschleppt (F-Schlepp). Segelflugzeuge können in der Segelflughalle abgestellt werden. Die Segelflug-Platzrunde verläuft nördlich des Platzes.

## Motorflug
Am Flugplatz Dierdorf-Wienau können Motorflugzeuge nach Sichtflugregeln starten und landen. Anflüge nach Instrumentenflugregeln sind nicht möglich. Die Motorflug-Platzrunde verläuft nördlich und südlich in 1800 Fuß (550 Meter). Der LSV-Neuwied e. V. betreibt zwei Motorflugzeuge, ein Ultraleichtflugzeug und einen Motorsegler.

## Ausstattung

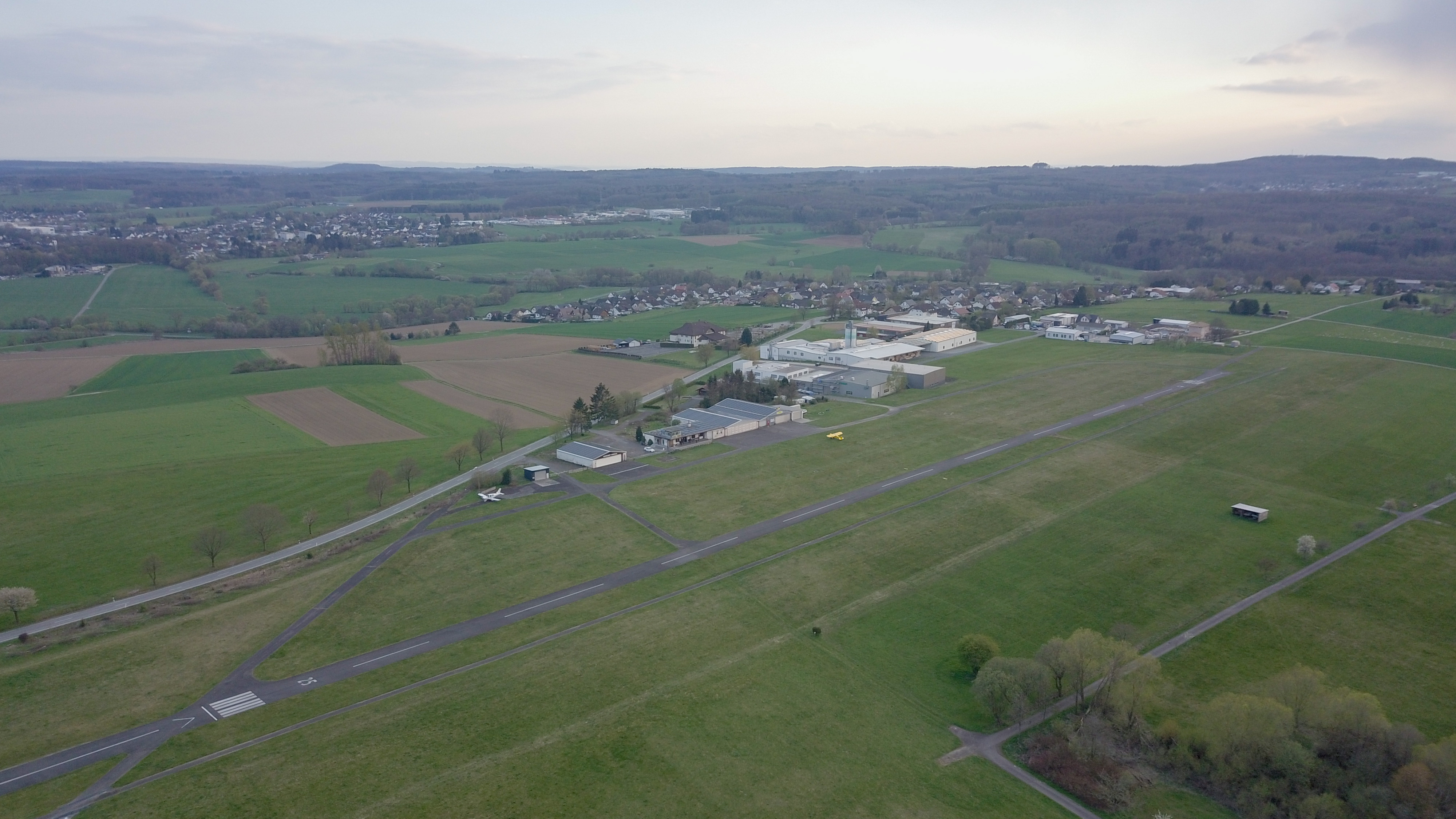
Turm und Hallen auf dem Flugplatz Dierdorf-Wienau

Der Flugplatz verfügt über zwei Hallen; eine Segelflughalle und eine Motorflughalle. Das Hauptgebäude verfügt über ein Café, Sanitäranlagen und Schlafräume für Vereinsmitglieder.

## Flugplatzfest
Jedes Jahr im Sommer findet ein Flugplatzfest statt. Im Jahr 2020 fand aufgrund der Covid-19-Pandemie kein Flugplatzfest statt.

## Zwischenfälle
- Am 3. September 2016 geriet eine Murphy Renegade Spirit ins Trudeln und stürzte nach zwei Umdrehungen ca. 280 Meter östlich des Platzes ab. Der Pilot wurde tödlich verletzt, das Luftfahrzeug wurde vollständig zerstört.[3][4]
- Am 17. Oktober 2021 kam ein Scheibe SF 25C „Falke“ beim Start von der Startbahn ab. Die Insassen wurden nicht verletzt, das Luftfahrzeug wurde schwer beschädigt.[5]